# David Nemer
David Baião Nemer (Vitória, 29 de novembro de 1983) é um professor universitário, escritor, pesquisador, etnógrafo, antropólogo. Atualmente é professor nos Departamentos de Estudos de Mídia (Media Studies) e Antropologia na Universidade da Virgínia, e pesquisador associado do Berkman Klein Center for Internet and Society na Universidade de Harvard.

## Vida
Nemer é graduado em dois cursos, em 2006 graduou em ciências da computação via Centro Universitário FAESA e em 2007 em administração via Universidade Federal do Espírito Santo (UFES). Concluiu seu mestrado em ciência da computação na Universidade do Sarre (Alemanha) em 2010, e se graduou PhD em Antropologia da Informática (Computing, Culture, and Society) na Universidade de Indiana (Estados Unidos).  
Em 2015 se mudou para Lexington (Estados Unidos), onde foi professor na Universidade de Kentucky. Desde o verão de 2019, Nemer reside em Charlottesville, Virgínia (Estados Unidos), onde é professor nos Departamentos de Estudos de Mídia (Media Studies) e Antropologia da Universidade da Virgínia. Em 2020, Nemer concluiu o mestrado Antropologia pela Universidade da Virginia. David Nemer é o co-orientador da Manuela d'Ávila. 

## Realizações
Seu planejamento de carreira profissional iniciou na faculdade, quando interessou-se por seguir no meio acadêmico e estudar no exterior. A diferença em sua carreira foram os projetos de iniciação científica e de inclusão digitais durante o curso de ciências da computação.
É autor do livro Favela Digital - O outro lado da tecnologia (GSA, 2013) e uma das referências em promover acesso à internet banda larga em comunidades marginalizadas. Desenvolveu uma pesquisa sobre internet em Cuba, que orientou a formulação da política pública de acesso à internet via celular no país.  Neste livro, Nemer visa compreender a experiência das pessoas marginalizadas nos centros tecnológicos comunitários nos morros de Vitória, ES e mostrar em fotos a realidade do dia a dia na favela e como seus moradores utilizam a tecnologia digital.
Durante as eleições presidenciais de 2018, Nemer foi um dos pesquisadores que lideraram a investigação relacionada à produção e distribuição de notícias falsas nas redes sociais.  Sua pesquisa focou nos grupos de WhatsApp pró-Bolsonaro e Nemer identificou a infraestrutura humana, baseada em 3 grupos de usuários, que produziu e espalhou a desinformação. As descobertas mais recentes de Nemer destacaram como o WhatsApp serviu como um espaço para radicalizar a direita conservadora no Brasil.
Em 2021 lançou o livro Tecnologia do Oprimido, publicado pela Editora Milfontes e em 2022 lançou a sua versão em inglês Technology of the Oppressed pela MIT Press.

## Prêmios
Em 2024, Nemer recebeu o prêmio Sally Hacker Book Prize da Sociedade para a História da Tecnologia (Society for the History of Technology).
Em 2023, Nemer ganhou o prêmio de Melhor Pesquisa Acadêmica para o Público da American Political Science Association devido o seu artigo "Caso Vera Magalhães: Bolsonaro odeia as mulheres porque odeia a democracia" . No mesmo ano, seu livro Tecnologia do Oprimido: desigualdade e o mundano digital nas favelas do Brasil foi finalista do 65º Prêmio Jabuti na categoria Ciências Sociais.
Em 2022, a Associação Latino-Americana de Estudos Sociais da Ciência e Tecnologia (ESOCITE) concedeu ao David Nemer o Prêmio Marcel Roche pelo seu livro Tecnologia do Oprimido .
Em 2019, David Nemer foi premiado como o melhor pesquisador do ano pela Universidade do Kentucky - College of Communication and Information .
Em 2018, David Nemer foi reconhecido como um líder em ascensão pela promoção da diversidade no campo da tecnologia  , e em 2016, foi homenageado como um dos destaques em ciência e tecnologia pela Secretaria de Estado de Ciência e Tecnologia (Espírito Santo) .

## Escritos
Publicações de autoria de David Nemer:
- 2023
  - De las fake news a la radicalización en línea: el caso del auge de la extrema derecha en Brasil. In Extremas derechas y democracia: perspectivas iberoamericanas (pp. 173-192). Fundación Carolina.
- 2022
  - Technology of the Oppressed: Inequity and the Digital Mundane in Favelas of Brazil - MIT Press
- 2021:
  - Tecnologia do Oprimido: Desigualdade e o mundano digital nas favelas do Brasil - Editora Milfontes
  - Disentangling Brazil’s Disinformation Insurgency - NACLA Report on the Americas 53 (4), 406-413
  - The Human Infrastructure of Fake News in Brazil - SSRC Items
- 2020:
  - Democracia Algoritmica: O futuro da democracia e o combate às milícias digitais no Brasil. Legal Cultures Magazine, 7(17).
  - Desinformação no contexto da pandemia do Coronavírus (COVID-19). AtoZ: novas práticas em informação e conhecimento, [S.l.], v. 9, n. 2, p. 113 - 116,
  - As Airbnb grows in Cuba, locals suffer the emotional burden of entitled tourists. Salon.
  - Is Jair Bolsonaro, Brazil’s right-wing president, the new Jim Jones? Salon.
  - Instagram, uso político e ‘fake news’ em 2020. El País.
  - Atos do dia 15: Bolsonaro torna-se refém de grupos radicais. UOL.
- 2019:
  - Repensando as Desigualdades Digitais: as promessas da Web 2.0 para os Marginalizados - Revista Tecnologia e Sociedade 15 (35)
  - "They Don't Leave Us Alone Anywhere We Go": Gender and Digital Abuse in South Asia
  - Rethinking MOOCs: The Promises for Better Education in India
  - International Journal of Information Communication Technologies and Human …
  - The human infrastructure of El Paquete, Cuba's offline internet - interactions 26 (1), 58-62
- 2018
  - Sociotechnical Systems of Care - Companion of the 2018 ACM Conference on Computer Supported Cooperative Work
  - Airbnb and the Costs of Emotional Labor in Havana, Cuba - Companion of the 2018 ACM Conference on Computer Supported Cooperative Work;
  - Wired mobile phones: the case of community technology centers in favelas of Brazil - Information Technology for Development 24 (3), 461-481
  - Inclusão até que ponto? As promessas das mídias sociais para os moradores da favela - Jóvenes, transformación digital y formas de inclusión en América Latina, 75-84
  - El Paquete Semanal: The Week's Internet in Havana - Proceedings of the 2018 CHI Conference on Human Factors in Computing Systems
  - HCI Across Borders: Paving New Pathways - Extended Abstracts of the 2018 CHI Conference on Human Factors in Computing
  - “Privacy is not for me, it’s for those rich women”: Performative Privacy Practices on Mobile Phones by Women in South Asia
  - Exacerbating the Vulnerabilities of Undocumented Migrants: The Risks Involved in the Humanitarian Information Activities of Migrant-Aid Organizations
  - Going beyond the “T” in “CTC”: Social Practices as Care in Community Technology Centers - Information 9 (6), 135
- 2017:
  - Introduction: Special Issue CIRN Prato Conference 2016 - The Journal of Community Informatics 13 (2)
  - Integrating mobile technologies to achieve community development goals: the case of telecenters in Brazil - Proceedings of the 8th International Conference on Communities;
  - Political engagement and ICTs: Internet use in marginalized communities - Journal of the Association for Information Science and Technology 68 (6 …
  - “When words become unclear”: unmasking ICT through visual methodologies in participatory ICT4D - AI & SOCIETY, 1-17
  - Critical Incidents Analysis: mismatching expectations and reconciling visions in intercultural encounters-  The Authors. Published by Journal of Community Informatics;
  - Locating the Internet in the Parks of Havana - Proceedings of the 2017 CHI Conference on Human Factors in Computing Systems;
- 2016:
  - RETHINKING SELFIES: EMPOWERING THE MARGINALIZED THROUGH SELF-PORTRAITS - The 16th Annual Conference of the Association of Internet Researchers
  - Digital inequalities in Brazil: A weberian analysis of technology use in the favelas - Communication and Information Technologies Annual: Digital Empowerment
  - Rethinking social change: The promises of Web 2.0 for the marginalized - First Monday 21 (6)
  - LAN houses are for boys and Telecenters are for girls: CTCs as Gendered Spaces - Proceedings of the Eighth International Conference on Information;
- 2015:
  - Celebrities acting up: A speech act analysis in tweets of famous people - Social Networking 5 (01), 1
  - From exploration to design: Aligning intentionality in community informatics projects - Journal of Community Informatics 11 (3)
  - Self-Presentation on Facebook and Orkut: A Cross Cultural Study of Brazilians and Indians - Journal of Technologies and Human Usability 10 (2), 1-5
  - Deep Trust in the future of Community Informatics - The Journal of Community Informatics 11 (2)
  - From digital divide to digital inclusion and beyond - The Journal of Community Informatics 11 (1)
  - Book Review: Digital Dead End: Fighting for Social Justice in the Information Age - The Journal of Community Informatics 11 (1)
  - Online favela: The use of social media by the marginalized in Brazil - Information Technology For Development 22 (3), 364-379
  - Wired Smartphones: Rethinking the role of community technology centers in the mobile Internet era - SIG GlobDev Eighth Annual Workshop
  - Rethinking digital inequalities: The experience of the marginalized in community technology centers - [Bloomington, Ind.]: Indiana University
  - Empowering the marginalized: Rethinking selfies in the slums of Brazil - International Journal of Communication 9, 1832-1847
- 2014:
  - Internet Inquiry: Conversations About Method, edited by Annette N. Markham and Nancy K. Baym. Thousand Oaks, CA: Sage, 2008. 264 pp. $50.00 paper. ISBN - The Information Society 30 (3), 240-242
  - From learning to designing action: Uncovering obscure processes in participatory community-based research - CIRN 2014 Community Informatics Conference: Challenges and Solutions
  - Coding Places: Software Practice in a South American City by Yuri Takhteyev - Technology and Culture 55 (2), 517-518
- 2013:
  - Materializing digital inequalities: the digital artifacts of the marginalized in Brazil - Proceedings of the Sixth International Conference on Information
  - Beyond Internet Access: a study of social and cultural practices in LAN Houses - AoIR Selected Papers of Internet Research 3
  - Favela Digital: The other side of technology - GSA Grafica e Editora
  - Can a community technology center be for-profit? A case study of LAN houses in Brazil - Community Informatics Research Network Conference
  - IMPEX: An Approach to Analyze Source Code Changes on Software Run Behavior - Journal of Software Engineering and Applications 6 (4), 157-167